# Neulette
Neulette ist eine französische Gemeinde mit 22 Einwohnern (Stand; 1. Januar 2022) im Département Pas-de-Calais in der Region Hauts-de-France (vor 2016 Nord-Pas-de-Calais). Sie gehört zum Arrondissement Montreuil und ist Mitglied im Gemeindeverband Communauté de communes des 7 Vallées. Die Einwohner werden Neulettois und Neulettoises genannt.
Nachbargemeinden von Neulette sind Incourt im Nordwesten, Éclimeux im Nordosten, Willeman im Südwesten sowie Noyelles-lès-Humières im Südosten.

## Bevölkerungsentwicklung
| Jahr      | 1962 | 1968 | 1975 | 1982 | 1990 | 1999 | 2007 | 2014 |
| Einwohner | 40   | 30   | 26   | 23   | 24   | 32   | 17   | 24   |

## Sehenswürdigkeiten
- Kirche Saint-Hubert